# Романовце
Романовце (мкд. Романовце) је насеље у Северној Македонији, у северном делу државе. Романовце припада општини Куманово.

## Географија
Романовце је смештено у северном делу Северне Македоније. Од најближег града, Куманова, село је удаљено свега 5 km јужно.
Село Романовце се налази у историјској области Жеглигово, на приближно 400 метара надморске висине. Подручје око насеља је равничарско, док се на западу издиже Скопска Црна Гора.
Месна клима је континентална са слабим утицајем Егејског мора (жарка лета).

## Становништво
Романовце је према последњем попису из 2002. године имало 2.794 становника.
Почетком 20. века село је било мешовито, подељено између православних Словена и муслиманских Турака. После тога Турци су се спонтано исељавали у матицу, док се на њихово место досељавали Албанци.
Савремени етнички састав:
| Националност | 1994. год.    | 2002. год.    |
| Македонци    | 711 (27,4%)   | 716 (25,6%)   |
| Албанци      | 1.722 (66,4%) | 2.028 (72,6%) |
| Турци        | 145 (5,6%)    | 35 (1,3%)     |
| остали       | 13 (0,5%)     | 15 (0,5%)     |
| УКУПНО       | 2.591         | 2.794         |

Претежна вероисповест месног становништва је ислам, а мањинска православље.